# Criminalité en Irlande du Nord

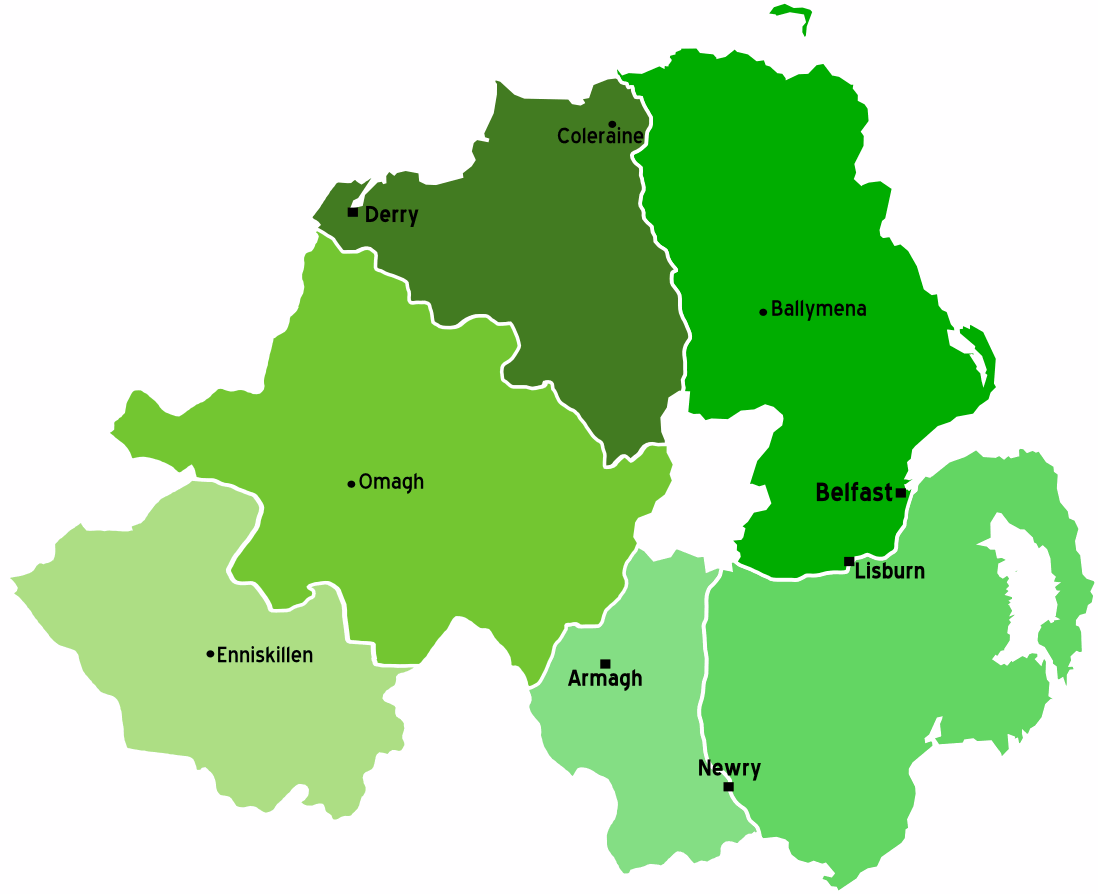
Irlande du Nord

En Irlande du Nord, avant la fin du conflit, la petite délinquance n'était pas aussi courante que dans le reste de l'Irlande ou du Royaume-Uni.
Depuis la signature de l'accord du Vendredi saint en 1998, il y a eu davantage de crimes de faible ampleur, bien que les statistiques montrent que certains endroits en Irlande du Nord (en dehors de Belfast) ont, pour certains, des taux de criminalité parmi les plus bas d'Europe occidentale.

## Criminalité par type
Les types de crime commis en Irlande du Nord varient, bien que le vol, le meurtre, racket, les mouvements de foule, le cambriolage, la joyride, le terrorisme et les agressions soient les principaux types.
Ces derniers temps, le kidnapping a été utilisé dans des vols de banques, de magasins et de bureaux de poste.

### Meurtre
Au cours des trois années 2011-2014, le taux d'homicides en Irlande du Nord était de 0,9 pour 100 000 habitants par an. Il s'agit d'un chiffre similaire à la moyenne britannique, au taux de meurtres en république d'Irlande et à la plupart des pays d'Europe occidentale, une région qui compte parmi les taux d'homicides les plus bas au monde.
Pendant le conflit, les taux d'homicides étaient considérablement plus élevés : à leur apogée en 1972, il y avait 479 décès causés soit par le terrorisme, soit par l'action des forces de sécurité - environ 31 pour 100000, similaires aux taux d'homicides en Colombie ou en Afrique du Sud dans les années 2010. Au cours de la période 1976-1993, la plupart des années ont vu 60 à 100 décès liés au conflit, soit environ 4,0 à 6,5/100 000 par an.
Bien qu'il y ait des tentatives répétées de meurtre liées au terrorisme, peu réussissent. Depuis le rétablissement du gouvernement décentralisé en 2007, deux soldats et un policier ont été assassinés en 2009, et un autre policier a été assassiné en 2011. D'autres incidents, principalement des explosions, ont causé des blessures qui ont changé la vie de policiers.

### Terrorisme
Depuis la signature historique de l'Accord du Vendredi Saint, la plupart des grands groupes terroristes et certains plus petits ont depuis mis hors service leurs armes ou cessé leurs opérations militaires. Ces groupes comprennent l'Armée républicaine irlandaise provisoire (IRA), l'Ulster Volunteer Force, la Loyalist Volunteer Force, l'Ulster Defence Association et l'Irish National Liberation Army.
Même si les plus grandes organisations ont été démantelées et se conforment aux termes de l'accord de 1998, il y a encore du côté républicain des soi-disant « républicains dissidents »  qui s'opposent à l'accord. Ces éléments manquent de chiffres mais constituent toujours une menace sérieuse, la menace est devenue claire en mars 2009, lorsque deux soldats ont été tués dans le comté d'Antrim alors qu'ils ramassaient une pizza juste à l'extérieur de la caserne, la Real Irish Republican Army a, par la suite, revendiqué la responsabilité de la fusillade.
Deux jours plus tard un autre groupe, appelé Armée républicaine irlandaise de la Continuité, a abattu un policier à Craigavon, dans le comté d'Armagh. L'officier répondait à un appel d'une dame de la région lorsqu'il a reçu une balle dans la nuque tirée par un sniper.
Plus récemment, un grand nombre de bombes ont été découvertes dans les comtés de Londonderry, Armagh et Tyrone. Bien qu'aucun des engins n'ait explosé, la police et l'armée britannique ont déclaré qu'ils devenaient plus "sophistiqués". Par exemple, en février 2008, l'armée a désamorcé un appareil de 100lb dans le comté de Down, puis en septembre 2009 un appareil de 600lb a été sécurisé. Ces groupes n'ont plus le même soutien que l'IRA, ni les mêmes armes, mais ils sont toujours capables de meurtres et d'attentats à la bombe.
Le vendredi 16 octobre 2009, vers 07h30 BST, une voiture piégée a explosé sous la voiture de la femme d'un policier  dans la grande zone unioniste de l'est de Belfast et ce qui est considéré comme une zone contrôlée par l'Ulster Defence Association. L'appareil était destiné à tuer son mari qu'elle conduit habituellement au travail mais qui n'était pas présent dans la voiture à ce moment-là. La femme s'est échappée avec des blessures mineures lorsque la bombe a explosé sous le siège côté passager. La IRA véritable a  revendiqué la responsabilité de cet incident.

#### Alertes à la bombe
Entre 2007 et 2009, il y a eu en moyenne en Irlande du Nord environ sept (voire plus) alertes à la bombe canular  chaque semaine, mais certaines alertes sont authentiques. Elles sont si courantes qu'il existe une équipe permanente de neutralisation des bombes de l'armée britannique stationnée en Irlande du Nord. Les principales régions sont le comté de Londonderry, le comté de Down, le comté d'Antrim et Belfast,.
En raison de la menace qui pèse sur la société en Irlande du Nord, tous les objets doivent être traités avec suspicion et les explosions contrôlées sont monnaie courante dans certaines régions.
Le 14 octobre 2009, le service de police d'Irlande du Nord a reçu un appel indiquant qu'une bombe de 600lb avait été laissée dans une camionnette abandonnée sur un pont dans un village du comté de Tyrone. L'armée a effectué une explosion contrôlée sur l'appareil qui s'est avéré être un canular.
Un journal britannique a récemment publié un article qui disait : « Il y a eu un total de 750 alertes à la bombe Républicaine en deux ans », soit une moyenne de 7,21 par semaine ou un peu plus d'une par jour.

### Intimidation des Roms
Avec l'adhésion de nouveaux pays à l'Union européenne et la liberté de circulation des personnes au sein de l'Union, il y a eu un afflux de personnes en provenance de pays tels que la Lituanie, la Pologne, la Roumanie et les pays voisins.
En juin 2009, une centaine de gitans roms  de Roumanie ont dû être déplacés vers des maisons plus sûres parce que leurs fenêtres avaient été brisées et que des graffitis racistes avaient été apposés sur leurs maisons dans un quartier loyaliste du sud de Belfast .

### Vol
Le vol de guichets automatiques (GAB) au cours des dernières années est à la hausse. On ne sait pas si les principaux auteurs sont les groupes paramilitaires ou seulement les groupes criminels organisés. Le vol d'une telle machine en Irlande du Nord consiste à retirer le guichet automatique du mur, généralement avec une grosse pelleteuse, puis à le placer dans un véhicule en attente (généralement un camion à benne basculante).
La BBC a rapporté le 21 octobre 2009 que trois incidents de ce type s'étaient produits en une semaine, impliquant tous une pelleteuse.
En novembre 2009, après un incident « smash and grab » à Dungannon, dans le comté de Tyrone, The Irish News publié un article révélant qu'il y avait eu 13 incidents de ce type depuis mars 2009 en Irlande du Nord.